# Oocystopsis
Oocystopsis, monotipski rod zelenih algi iz porodice Oocystaceae, dio reda Chlorellales. Jedina je vrsta slatkovodna alga O. granulata
Prvi puta opisana je kao Oocystis granulata Hortobágyi 1962 Vrsta je uočena u Bangladešu, Kini, Tajvanu i Njemačkoj.